# Aleksandrów Duży
Aleksandrów Duży is een plaats in het Poolse district  Lipski, woiwodschap Mazovië. De plaats maakt deel uit van de gemeente Sienno en telt 200 inwoners.